# 民主党 (日本 1996-1998)
民主党（みんしゅとう、英語: Democratic Party of Japan）は、かつて存在した日本の政党。略称は民主、DPJ。 
社民党と新党さきがけの一部議員に対する「排除の論理」のために各議員らによる「個別参加」という形で結党された。村山内閣が1996年の退陣・社会民主党（社民党）へ改称後に、同党を見限る議員や労組が出てきて崩壊過程となった。そして、日本労働組合総連合会も菅直人と鳩山由紀夫の2名を軸とする新党「民主党」を支持政党とし、社民党(旧社会党)は「友好関係」へ格下げした。社民党離党から民主党へ加わる議員が続出した際に、党ナンバー2の幹事長も民主党へ合流している。
立憲民主党ができる前は、1998年に発足した後継政党の民主党と区別して「旧民主党」という場合もあったが、法規上は同一政党である。本項では1998年の合併前までの民主党について扱う。

## 概要
1994年12月の新進党の結党以降、自民党と新進党の二大政党制が待望される一方、小政党は埋没の危機に瀕していた。次期総選挙に向け、危機感を強めた新党さきがけ代表幹事の鳩山由紀夫らは、社会党（のち社会民主党）との「社さ新党」を模索していた。また、船田元（新進党）との「鳩船新党」を検討していた。その後鳩山は、薬害エイズ問題の対応で世論の支持を集めた厚生大臣の菅直人（さきがけ）や前北海道知事の横路孝弘と接触を重ね、新党結成で合意。鳩山と実弟である鳩山邦夫（新進）、菅直人、岡崎トミ子（横路の代理、社民）の4名が「民主党設立委員会」結成の呼びかけ人となった。
社民・さきがけ全体の新党移行を想定していたが、鳩山邦夫は自社さ連立政権の中心人物である元首相の村山富市、さきがけ代表の武村正義の参加拒否を主張、鳩山由紀夫も同調した。しかし、鳩山由紀夫は自社さ政権成立後、さきがけの代表幹事となって政権を支えた経緯があり、この主張は矛盾したものであった。
1996年8月30日、鳩山由紀夫は新党旗揚げの宣言をするとともに、さきがけを離党。武村は必死に鳩山の説得を試みるが失敗。鳩山が武村の合流要求を最後まで拒否したことは「排除の論理」と言われ、この年の流行語大賞に選ばれた。同日、武村は党内混乱の責任をとって代表を辞任。
9月6日、船田元は新進党に離党届を提出。船田は保守政党であるべきとの原則を堅持し、無所属で活動することを表明した。取り沙汰された「鳩船新党」は幻に終わり、新党づくりは難航。鳩山は新進党の細川護煕元首相に新党への参加を打診するが、細川は「あなたはご自身で旗をお立てなさい。私は私でやります」と冷たく突き放した。
9月27日、橋本龍太郎首相は第137回臨時国会冒頭で衆議院を解散した。引き続き開いた臨時閣議で10月8日公示、10月20日投票の選挙日程を決めた。
9月28日、千代田区一ツ橋の日本教育会館で、「民主党」の結成大会が開かれた。鳩山と菅直人の二人党首制という異例の形で船出をしたのは、鳩山支持グループと菅支持グループが選挙前に分裂を印象づけるのはまずいという妥協の産物でもあった。社民党から約半数の35人、さきがけから15人が参加。山花貞夫、海江田万里らの市民リーグは解散して所属議員5人全員が参加。新進党からは鳩山邦夫が参加。計57人の新党が誕生した。正式な結党日は翌9月29日とされる。
新党に移行せず存続した母体の社さ両党は1996年衆院選で惨敗を喫したため、実体としてはこの時結成された民主党が「社さ新党」に近い。数の上では社民党が圧倒的多数だったが、長老議員が多く、党運営はさきがけの議員を中心に、社民党出身の中堅・若手議員が加わって担われた。
排除の論理のしこりが残った上に中曽根康弘に「きれいごとだらけで中身がなくソフトクリームのようにすぐ解ける」と酷評されるなど、船出は必ずしも順調なものではなかった。また、結成当初は第2次橋本内閣への対応が定まっておらず、『与党（よ党）でも野党（や党）でもない「ゆ党」』と評された。菅は第1次橋本内閣で閣僚であったため内閣への協力姿勢を示していた。なお、結成から15年（2011年）までに政策を実現して解散する『時限政党』を標榜していた。
当時鳩山邦夫の秘書であった上杉隆によると、結党時に25億円の費用が掛かり、うち15億円を鳩山家からの、残りの10億円を連合からの借り入れで賄ったという（現在は返済済み）。
当時のキャッチコピーは「市民が主役の民主党」。

## 排除の論理

### 結党時の国会議員
| 結成時（57 - 衆52・参5）         |                            |            |          |            |          |
| ○ 社会民主党（35 - 衆31・参4）   |                            |            |          |            |          |
| 衆                               | 佐藤観樹                   | 石橋大吉   | 森井忠良 | 池端清一   | 日野市朗 |
| 衆                               | 辻一彦                     | 中村正男   | 井上一成 | 網岡雄     | 田口健二 |
| 衆                               | 早川勝                     | 渡辺嘉蔵   | 赤松広隆 | 岩田順介   | 大畠章宏 |
| 衆                               | 岡崎トミ子                 | 小林守     | 輿石東   | 五島正規   | 坂上富男 |
| 衆                               | 佐々木秀典                 | 佐藤泰介   | 田中昭一 | 鉢呂吉雄   | 細川律夫 |
| 衆                               | 細谷治通                   | 松本龍     | 山元勉   | 池田隆一   | 永井哲男 |
| 衆                               | 山崎泉                     |            |          |            |          |
| 参                               | 朝日俊弘                   | 伊藤基隆   | 川橋幸子 | 峰崎直樹   |          |
| ○ 新党さきがけ（15 - 衆14・参1） |                            |            |          |            |          |
| 衆                               | 菅直人                     | 鳩山由紀夫 | 小平忠正 | 簗瀬進     | 荒井聰   |
| 衆                               | 五十嵐文彦                 | 石井紘基   | 枝野幸男 | 小沢鋭仁   | 金田誠一 |
| 衆                               | 玄葉光一郎                 | 田中甲     | 中島章夫 | 前原誠司   |          |
| 参                               | 中尾則幸                   |            |          |            |          |
| ○ 市民リーグ（5 - 衆5）          |                            |            |          |            |          |
| 衆                               | 嶋崎譲                     | 山花貞夫   | 後藤茂   | 海江田万里 | 牧野聖修 |
| ○ 新進党（1 - 衆1）              |                            |            |          |            |          |
| 衆                               | 鳩山邦夫                   |            |          |            |          |
| ○ 無所属（1 - 衆1）              |                            |            |          |            |          |
| 衆                               | 佐藤謙一郎(元新党さきがけ) |            |          |            |          |

### 社民党・新党さきがけ
鳩山由紀夫、菅直人両名が民主党を設立する際、新党さきがけ前代表武村正義元蔵相や旧日本社会党（1996年1月から社会民主党）の村山富市元首相や土井たか子らの旧所属政党の負のイメージが強い幹部らの入党を拒否した。『新党さきがけ』のほぼ全員と社民党からは『民主党』結党に参加した岡崎トミ子らに続き、党所属していた半数以上から入党希望が発生して、当時の社民党現職国会議員57名と旧社会党の支持母体の労組で『民主党』は結党された。武村は『新党さきがけ』として丸ごと合流を希望したが、『新党さきがけ』代表幹事だった鳩山由紀夫は幅広い勢力の結集を目指す「個人参加」の新党を主張して、自身の所属していた『新党さきがけ』の負のイメージを長い間代表だった武村ひとりに押し付けた。後の10月の解散で排除された社民党と『さきがけ』は弱小政党に転落するが、旧社会党など左派的な議員を多数含んでいた民主党はほぼ横ばいの52議席を獲得して第三極の政党になる。排除された武村は一度落選後に旧社会党幹部とは違って、2001年には民主党への入党を認められる。1996年の一連の鳩山由紀夫・菅直人の手法を指す言葉として排除の論理は使われ、年末の「日本新語・流行語大賞」では、鳩山由紀夫が唱える「友愛」と共に1996年の流行語大賞に選ばれた。社民党は村山から土井に党首を変えたが、第一野党だった時代の日本社会党に所属していた横路や赤松広隆・輿石東・鉢呂吉雄らや社民党での新人当選者を含めた半数以上の35名が党から移籍をした。1998年の参院選で社民党からは福島みずほらが立候補・当選するが党は野党第一党としての自民党批判票と支持母体の多数を失って低迷した。

### 排除の論理と希望の党
2017年、民主党の後続である民進党が事実上解体されて小池百合子代表による希望の党に合流する際、『排除の論理』が民進党議員に適用された。1996年に旧社会党などの幹部議員を排除した側であった菅直人らが、今度は排除される側となり、「皮肉な歴史の巡り合わせ」と報道された。同年10月2日には民進党内のリベラル系議員を中心に立憲民主党が結成され、1998年の第2次民主党結成以来続いた旧社会党系と旧民社党系の同居状態は解消された。

## 党史
- 1996年（平成8年）

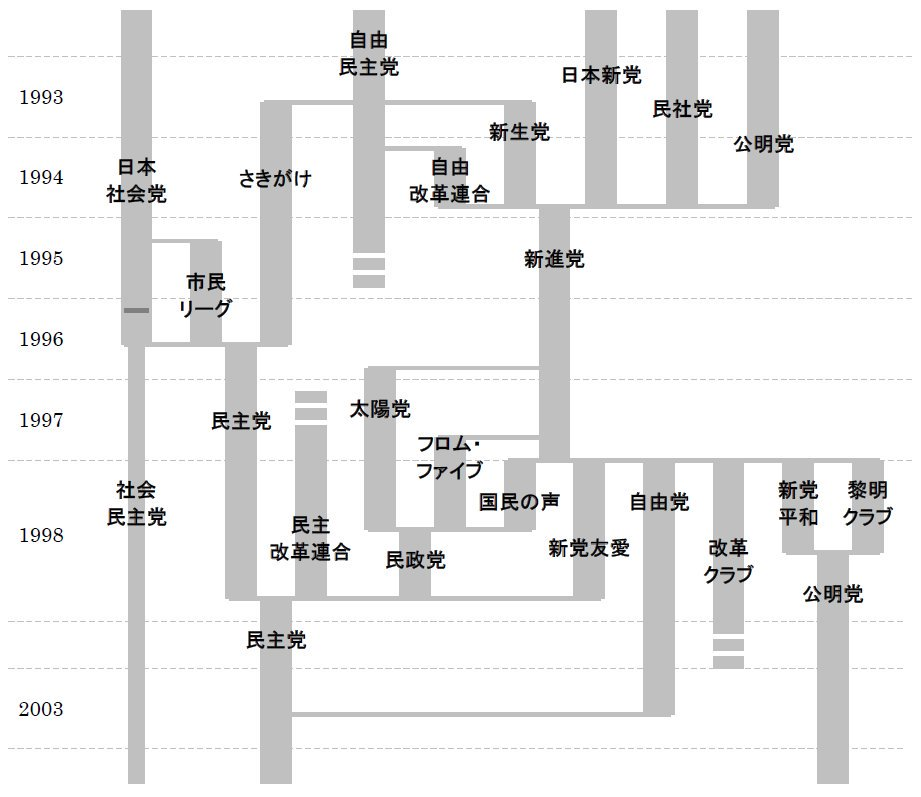
1990年代の政党の離合集散

  - 9月11日 – 「民主党設立委員会」結成の呼びかけ。
  - 9月17日 – 民主党設立委員会結成。
  - 9月28日 – 日本教育会館で民主党の結成大会が開かれる[15]。党代表は菅直人（政務）・鳩山由紀夫（党務）。
  - 10月20日 – 第41回衆議院議員総選挙では選挙前と同じ52議席（小選挙区17議席／比例代表区35議席）の確保に留まる。
  - 12月 – 機関紙『Club-D』が創刊される[8]。
- 1997年（平成9年）
  - 7月6日 – 1997年東京都議会議員選挙では選挙前より1議席少ない12議席の確保に留まる。
  - 9月18日 – 共同代表制を廃止。党代表に菅、新設の党幹事長に鳩山が就任。
- 1998年（平成10年）
  - 1月8日 – 国民の声、新党友愛、太陽党、フロム・ファイブ、民主改革連合と院内会派「民主友愛太陽国民連合」（民友連）結成。
  - 4月27日 – 新しく民主党を結成。手続上はほかの政党が解散し、民主党に合流する形となった。

## 役職

### 歴代の執行部役員表
| 代表                              | 幹事長     | 政策調査会長 | 国会対策委員長 | 参議院議員会長 |
| --------------------------------- | ---------- | ------------ | -------------- | -------------- |
| 菅直人（政務） 鳩山由紀夫（党務） |            | 簗瀬進       | 赤松広隆       | 菅野久光       |
| 菅直人（政務） 鳩山由紀夫（党務） | 仙谷由人   |              | 赤松広隆       | 菅野久光       |
| 菅直人                            | 鳩山由紀夫 | 枝野幸男     | 岩田順介       | 菅野久光       |

## 党勢の推移

### 衆議院
| 選挙         | 当選/候補者 | 定数 | 議席占有率 | 備考                 |
| ------------ | ----------- | ---- | ---------- | -------------------- |
| （結党時）   | 50/-        | 511  | 9.78%      | 第41回総選挙前には52 |
| 第41回総選挙 | 52/161      | 500  | 10.4%      |                      |

### 参議院
| 選挙       | 当選/候補者 | 非改選 | 定数 | 議席占有率 | 備考                             |
| ---------- | ----------- | ------ | ---- | ---------- | -------------------------------- |
| （結党時） | 5/-         | -      | 252  | 1.98%      | 選挙を経ないまま新・民主党へ移行 |

（参考文献：石川真澄（一部山口二郎による加筆）『戦後政治史』2004年8月、岩波書店・岩波新書、ISBN 4-00-430904-2）
- 当選者に追加公認は含まず。追加公認には会派に加わった無所属を含む。